# Hermigua
Hermigua é um município da Espanha na província de Santa Cruz de Tenerife, comunidade autónoma das Canárias. Tem 39,7 km² de área e em 2021 tinha 1 767 habitantes (densidade: 44,5 hab./km²).

## Demografia
| Variação demográfica do município entre 1991 e 2004 | Variação demográfica do município entre 1991 e 2004 | Variação demográfica do município entre 1991 e 2004 | Variação demográfica do município entre 1991 e 2004 |
| --------------------------------------------------- | --------------------------------------------------- | --------------------------------------------------- | --------------------------------------------------- |
| 1991                                                | 1996                                                | 2001                                                | 2004                                                |
| 2120                                                | 2150                                                | 2038                                                | 2176                                                |